# Radek Voltr
Radek Voltr (* 28. listopadu 1991 Hradec Králové) je český profesionální fotbalista, který hraje na pozici útočníka za FK Viktoria Žižkov.

## Klubová kariéra
Svoji fotbalovou kariéru začal v Hradci Králové. 21. 11. 2008 zamířil na týdenní stáž do dorostu italského klubu Empoli FC. V roce 2009 se propracoval do prvního mužstva Votroků. Na jaře 2011 hostoval v České Lípě. Před podzimní částí sezony 2011/12 odešel hostovat do Čáslavi. V srpnu 2012 prodloužil s Hradcem smlouvu do léta 2015. V průběhu podzimní části ročníku 2013/14 odešel na další hostování do Viktorie Žižkov. Před sezonou 2014/15 prodloužil ve Viktorii hostování. V letním přestupním období 2015 Hradec Králové definitivně opustil a vyhlédl si ho slavný český klub SK Slavia Praha, kde začal letní přípravu a hned v prvním přípravném zápase proti Vlašimi vstřelil gól. Následně s klubem podepsal dlouhodobější kontrakt.
V lednu 2016 odešel kvůli přetlaku ofenzivních hráčů na hostování do FC Vysočina Jihlava (Slavii koupila čínská společnost CEFC a tým posiloval). V červenci 2016 odešel na další hostování do MFK Karviná, nováčka nejvyšší české ligy v sezóně 2016/17. Za Karvinou skóroval v lize hned v prvním kole 30. července 2016 v utkání proti FK Jablonec (již po dvanácti sekundách hry), branka však k vítězství nevedla, neb soupeř dokázal otočit stav na konečných 3:5 z pohledu slezského týmu.

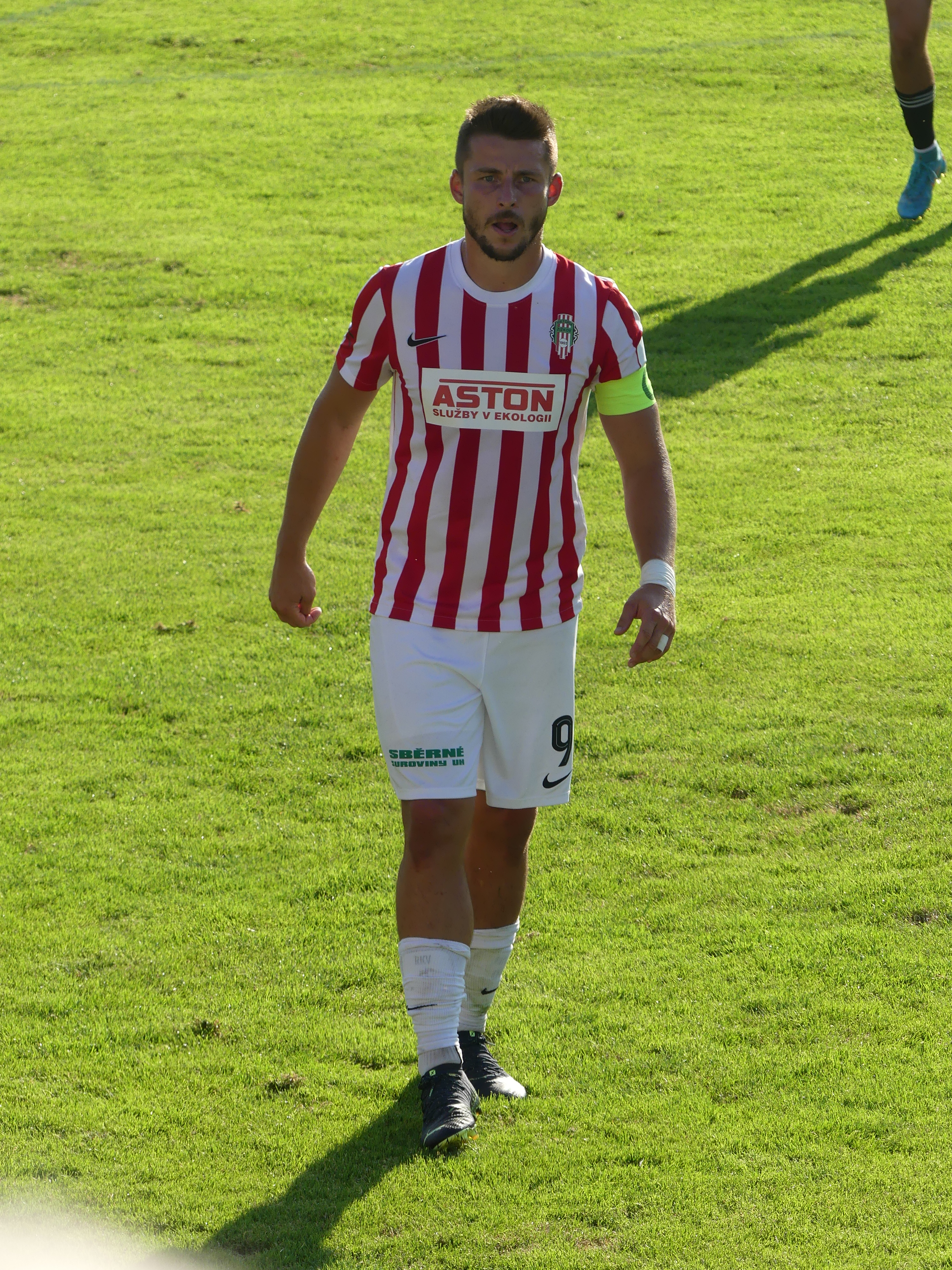
Radek Voltr v zápase MOL Cup v dresu a kapitánskou páskou FK Viktoria Žižkov proti TJ Ústí nad Orlicí (srpen 2023).

V lednu 2017 přestoupil ze Slavie do Slovanu Liberec, kde podepsal 3,5letou smlouvu.